# Le Peintre de batailles
Le Peintre de batailles est un roman de l'écrivain espagnol Arturo Pérez-Reverte. Paru en Espagne sous le titre El pintor de batallas (2006), il a été publié en français aux éditions du Seuil en 2007.

## Synopsis
Le roman croise la géométrie complexe du chaos du XXIe siècle: art, science, guerre, amour, lucidité et solidarité se conjuguent dans une vaste fresque murale d'un monde en train de mourir.

## Éditions

### Édition originale espagnole
- (es) Arturo Pérez-Reverte, El pintor de batallas, Madrid, éd. Alfaguara, 15 février 2006, 301 p., 23 cm (ISBN 84-204-6998-X, BNF 40127270).

### Éditions françaises
Édition en grand format
- Arturo Pérez-Reverte (trad. de l'espagnol par François Maspero), Le Peintre de batailles : roman [« El pintor de batallas »], Paris, éd. du Seuil, 4 janvier 2007, 282 p., 22 cm (ISBN 978-2-02-088807-3, BNF 40979112).

Édition au format de poche
- Arturo Pérez-Reverte (trad. de l'espagnol par François Maspero), Le Peintre de batailles [« El pintor de batallas »], Paris, éd. Points, coll. « Points » (no P1877), 13 mars 2008, 269 p., 18 cm (ISBN 978-2-7578-0804-7, BNF 41231510).

Livre audio
- Arturo Pérez-Reverte (trad. de l'espagnol par François Maspero), Le Peintre de batailles [« El pintor de batallas »], Paris, éd. Sixtrid, 19 novembre 2013 (EAN 3358950002481, BNF 43743451).Texte intégral ; interprète : Jacques Frantz ; support : 1 CD audio MP3 ; durée  9 h 5 min ; référence éditeur : Sixtrid A52M.